# أعمال شغب ماريا هيرتوخ
بدأت أعمال شغب ماريا هيرتوخ في 13 ديسمبر 1950 في سنغافورة بعد أن قضت محكمة بأن طفلة تربّت في كنف مسلمين يجب أن تعود إلى والديها البيولوجيين الكاثوليكيين. تصاعد احتجاج من قبل مسلمين غاضبين إلى أعمال شغب حين نشرت صور تظهر ماريا هيرتوخ البالغة من العمر 13 عامًا (أو بيرثا هيرتوخ) راكعًة أمام تمثال لمريم العذراء. استمرّت أعمال الشغب في سنغافورة حتى مساء يوم 13 ديسمبر 1950. قُتِل ثمانية عشر شخصًا، وأصيب مئة وثلاثة وسبعون. وتضررت العديد من الممتلكات.
كانت هيرتوخ (تُعرف أيضًا بنادرا) في عناية تشي أمينة بنت محمد قبل إعادتها إلى والديها البيولوجيين الهولنديين الكاثوليكيين.

## ماريا هيرتوخ

### الحياة الباكرة
وُلدت ماريا هيرتوخ في 24 مارس 1937 لعائلة كاثوليكية هولندية كانت تعيش في شيماهي، بالقرب من باندونغ في جزيرة جاوة، التي كانت آنذاك جزءًا من الهند الشرقية الهولندية (أندونيسيا في الوقت الحاضر). أتى والدها، أدريانوس بيتروس هيرتوخ، إلى جاوة في العشرينيات من القرن العشرين كرقيبٍ في جيش الهند الشرقية الملكي الهولندي. في أوائل الثلاثينيات من القرن العشرين، تزوج من أدلين هانتر، امرأة أوراسية من أصول اسكتلندية-جاوية تربّت في جاوة. تعمّدت ماريا من قبل كاهن كاثوليكي في 10 أبريل في كنيسة القديس إغناطيوس الكاثوليكية الرومانية في دجيماهي.
مع اندلاع الحرب العالمية الثانية، أُسِر أدريانوس هيرتوخ، بصفته رقيبًا في الجيش الهولندي، من قبل الجيش الإمبراطوري الياباني وأُرسِل إلى معسكر لأسرى الحرب في اليابان، حيث أُبقي حتى عام 1945. في ذلك الوقت، بقيت آدلين هيرتوخ مع والدتها، نور لويس، وأولادها الخمسة الذين كانت ماريا ثالثهم وأصغر البنات. في 29 ديسمبر 1942، وَضعت السيدة هيرتوخ ولدها السادس الذي كان صبيًا. بعدها بثلاثة أيام، ذهبت ماريا لتبقى مع مع أمينة بنت محمد، امرأة ملايوية من كيمامان، تيرينغانو، ملايو (أندونيسيا اليوم) تبلغ من العمر 42 عامًا وصديقة مقربة من نور لويس.

### رواية آدلين هيرتوخ
وفقًا للأم البيولوجية لماريا، آدلين هيرتوخ، في إدلائها بشهادتها أمام المحكمة في جلسة الاستماع في نوفمبر 1950، أنها والدتها كانت قد أقنعتها بعد ولادة سادس أولادها بأن تسمح لماريا بالذهاب والبقاء مع أمينة في باندونغ لثلاثة أو أربعة أيام. نتيجة لذلك، جاءت أمينة في 1 يناير 1943 كي تجلب ماريا. وحين لم تَعُد الطفلة، استعارت السيدة هيرتوخ دراجة في 6 يناير وانطلقت لاستعادة ابنتها. ادّعت أنه جرى إيقافها من قبل حارس ياباني في ضواحي باندونغ نظرًا لعدم امتلاكها ترخيص دخول، ولذلك جرى اعتقالها.
من داخل معسكر اعتقالها، قامت بتهريب رسالة إلى والدتها تطلب فيها إرسال أولادها إليها. فعلت كتبت نور لويس ذلك، غير أن ماريا لم تكن بينهم. فطلبت السيدة هيرتوخ من والدتها بأن تجلب ماريا من عند أمينة. والدتها إليها لاحقًا وأخبرتها أن أمينة أرادت الاحتفاظ بماريا ليومين إضافيين وستقوم بنفسها بعد انقضائهما بجلب الطفلة إلى المعسكر. لم يحدث هذا ولم تر السيدة هيرتوخ ماريا خلال فترة اعتقالها. بعد إطلاق سراحها، لم تتمكن من إيجاد لا ماريا ولا أمينة.

### مسلمة
عند وصولها مع أمينة، مُنحت ماريا اسم ندرة بنت معروف. انتقلت أسرتها الجديدة كانت تتحدث لأسباب غير معروفة إلى جاكرتا لفترة قبل العودة إلى باندونغ حيث عملت أمينة لدى الشرطة العسكرية اليابانية كمترجمة فورية حتى نهاية الحرب.
في عام 1947، عادت أمينة إلى مسقط رأسها في كيمامان، تيرينغانو، مالايو لخوفها من أن يلحق الأذى بالأسرة خلال الثورة الوطنية الأندونيسية لأن ماريا كانت بوتيه putih («طفل أبيض»). كانت ماريا وقتذاك مثل أي فتاة مسلمة ملايوية في عمرها: اللغة الملايوية فقط، وترتدي ثيابًا ملايوية وتطبّق طقوس دينها بإيمان. 

### معركة الحضانة
مع نهاية الحرب العالمية الثانية عام 1945، أُطلق سراح الرقيب هيرتوخ وعاد إلى جاوة حيث التمّ شمله مع زوجته. قال الزوجان أنهما استفسرا عن ماريا لكنهما لم يتمكنا من إيجاد لا ابنتهما ولا أمينة. وعادا في ذلك الوقت إلى هولندا بعد توجههما بطلب إلى السلطات الهولندية في جاوة وسنغافورة لمحاولة اقتفاء أثر الطفلة. تمت التحريات آنذاك من قبل منظمة الصليب الأحمر والجيش الملكي الهولندي وخدمة إعادة التوطين الإندونيسية والشرطة المحلية. في نهاية المطاف في سبتمبر 1949، تم تتبّع أمينة وماريا إلى القرية التي كانتا تعيشان فيها.
افتُتتحت المفاوضات لاستعادة ماريا أوائل العام 1950. عرَضت القنصلية الهولندية مبلغ 500 دولار لتعويض نفقات تربية ماريا على مدى ثمانية أعوام. رفَضت أمينة العرض ورفضت التخلي عن ابنتها بالتبني. وبالرغم من ذلك، أقنِعت بأن تسافر مع ماريا إلى سنغافورة في 10 أبريل لمناقشة القضية مع القنصل العام الهولندي. ومع ذلك، لم تقتنع أمينة وتقدمت القنصلية بطلب إلى المحكمة العليا في سنغافورة في 22 أبريل بأن تسَلَّم ماريا إلى حضانة دائرة الرعاية الاجتماعية ريثما يصدر قرار آخر. هوم كرافت للفتيات في يورك هيل. منذ تلك اللحظة فصاعدًا، أوضحت ماريا أنها تراستمع رئيس المحكمة العليا إلى الطلب في اليوم نفسه ووافق عليه غيابيًا.
في اليوم التالي، سلم موظف من الإدارة القرار إلى أمينة وأخذ ماريا. بعد فحص طبي روتيني في مشفى ميدل رود، قُبلت ماريا في مركز غب بالبقاء مع أمينة وأنها لا ترغب بأن تُعاد إلى والديها الطبيعيين. إلا أنه بعد جلسة استماع استمرت لـ 15 دقيقة في 19 أيار، حكمت المحكمة العليا بمنح حضانة ماريا إلى آل هيرتوخ.
مع مغادرة أمينة وماريا للمحكمة من الباب الخلفي، كانت سيارة من القنصلية بانتظارهما لأخذ ماريا. رفضت ماريا دخول السيارة وتمسّكت بأمينة، وكانتا تصرخان باللغة الملايوية بأنهما تفضلان قتل نفسيهما بدلًا من أن تنفصلا. وسرعان ما تجمهر حشد كبير حول الهيجان الحاصل. وافقت أمينة بعد محاولات حثيثة أن تدخل إلى السيارة برفقة ماريا وأن تقوم بزيارة لمحاميها الذي شرح لها أن يتوجب عليها التخلي عن ماريا إلى أن تتقدم باستئناف. تفرّق الثنائي بعدها وهما تبكيان، وعادت ماريا إلى يورك هيل من أجل حماية مؤقتة.
بقيت ماريا في يورك هيل لشهرين إضافيين تحت أمر إضافي من رئيس المحكمة العليا حتى البت بقرار الاستئناف، الذي صدر في 28 يوليو. كان الحكم نقضًا للقرار السابق. إذ أنه فضلًا عن الحكم الغيابي بتسليم ماريا إلى إدارة الرعاية الاجتماعية، وجدت محكمة الاستئناف لبسًا في تمثيل القنصل العام الهولندي لوالد ماريا الطبيعي، كان ذلك تفصيلًا تقنيًا وثانويًا لكنه كان هامًا كفاية بوضوح في ظل تلك الظروف. غمرت السعادة كلًا من أمينة وماريا.

### زواج مثير للجدل
في 1 أغسطس تزوجت ماريا وفقًا لطقس إسلامي من منصور أدابي البالغ من العمر 22 عامًا والمولود في ملايو وكان حينها أستاذًا متدربًا في مدرسة بوكيت بانجانغ الحكومية. من المحتمل أن الزواج كان مناورًة من قبل أمينة لتمنع محاولات أخرى من قبل آل هيرتوخ لاسترجاع ابنتهم، إذ إن ماريا عادت للعيش مع أمينة بعد ليلة الزفاف ولم يتمم الثنائي الجديد زواجهما. كانت صحة هذا التخمين أمرًا غير هامٍ في التطور اللاحق للأحداث التي ستصبح فيها ماريا، العروس الراغبة على الرغم من ذلك، الشخصية المحورية. جاءت أولى التحديات لملاءمة ذلك الزواج في الحقيقة من المجتمع الإسلامي. في 10 أغسطس كتب قائد مسلم في صحيفة ستريتس تايمز مشيرًا أنه بالرغم من أن الشريعة الإسلامية تسمح بزواج الفتيات ابتداءًا من بعد فترة البلوغ (التي كانت ماريا قد وصلت إليها قبل عام)، فإن هناك دول إسلامية مثل مصر شرعت الحد الأدنى لسن الزواج ب16 عامًا. غير أنه أضاف أنه لن يكون من مصلحة «التفاهم الودي .... بين المسيحيين والمسلمين» الاعتراض على الزواج بما أنه كان قد تم مسبقًا. تبنّى السكان المسلمون عمومًا الرأي الأخير، وإن يكن في مزاج أكثر عدوانية إزاء الهولنديين والأوروبيين ككل.